# Polul Nord al Lunii

Regiunea selenară polară de nord - mozaic de LRO. Polul nord este în centrul imaginii

Polul nord selenar este punctul din emisfera nordică a Lunii în care axa de rotație a acestia se întâlnește cu suprafața sa. 
Polul nord este cel mai nordic punct de pe Lună, situat diametral opus polului sud selenar. Acesta definește latitudinea 90° nord. La polul nord toate direcțiile se îndreaptă spre sud; toate liniile de longitudine converg acolo, astfel încât longitudinea sa poate fi definită cu orice valoare în grade. 

## Explorare
Misiunea Astrobotic Technology⁠(en)[traduceți], programată anterior pentru 2015, a fost amânată pentru a doua jumătate a anului 2016. Ei au acum contracte cu alte două echipe angrenate în câștigarea premiului Google, Team Hakuto și Team AngelicvM. Acordul este de a lansa rovere⁠(en)[traduceți] de la toate echipele pe un singur SpaceX Falcon 9 care va utiliza apoi Astrobotic Griffin lander pentru a ajunge pe suprafața lunii. După ce vor aseleniza, toate echipele vor concura unele împotriva celorlalte pentru a atinge obiectivele și a câștiga premiul GLXP.

## Cratere
Câteva cratere mai importante din regiunea polară de nord (între 60° latitudine nordică și polul nord): Avogadro, Bel'kovich, Brianchon, Emden, Gamow, Goldschmidt, Hermite, J. Herschel, Meton, Nansen, Pascal, Petermann, Philolaus, Plaskett, Pythagoras, Rozhdestvenskiy, Schwarzschild, Seares, Sommerfeld, Stebbins, Sylvester, Thales, Van't Hoff, W. Bond.